# レジデン都市505
『レジデン都市505』（レジデンシティゴーマルゴ）は、美川べるのによる日本の漫画作品。『ヤングエース』（角川書店）において2012年5月号から2014年1月号まで連載。話数の単位は「○○軒目」。

## あらすじ
引越し先を求めてレジデンシティビル南練馬を訪れた桐秋生。見るからに地雷物件だったが、大家・佐倉梓の推しにより住むことに。しかし、桐が漫画家とわかると一転、佐倉はアレルギー反応を示した。原因は既に住んでいる漫画家・御堂華音だった。珍妙なマンションライフがここから始まる！

## 登場人物

### 主要人物
桐 秋生（きり あきお）
本作の主人公。レジデンシティビル南練馬に引っ越して来た男性漫画家。ペンネームは本名をそのまま使用。モジャ毛で顔の右側を隠した髪型が特徴。乃木坂の担当曰く「草食系文系男」。常識的で比較的ポジティブな性格のしっかり者。その分、貧乏籤を引き易いタイプであり、たまに我侭や不平を言うと、周りに却下される事が多い。部屋はシンプルタイプの505号室。〆切優良進行作家であるためGW進行は怖くないらしい。アニメ版「恋色プリズム」を毎週観ていた。温泉とお好み焼きといった粉物が好き。温泉目当てで入居した。携帯の着メロを友人全員変えているタイプである。
同業者の乃木坂成実に恋心を抱いているが、恋愛禁止令（後述）があることから有栖川から釘を刺されている。
基本的にツッコミ役だが、上述の乃木坂成実に対する恋心が原因で暴走することもある。御堂に対しての発言には容赦が無い。
派手さの無いシンプルなラブストーリーが作風の漫画家である。デビュー作は『ねじまきランチタイム』。『少女エース』では、シリーズ読み切りを掲載して人気を得ている。その為、作中後半では長期連載化が企画されている。
「冬乃」という妹と「夏樹」という兄弟がいる。父親に「手の掛からない分、印象の薄い子供」と思われているらしい。
佐倉 梓（さくら あずさ）
レジデンシティビル南練馬のオーナー兼管理人を務める男性。漫画家の御堂華音が原因で、漫画家に対して偏見を持ちアレルギー反応を示すが、桐に対しては「漫画家にも人間と同じ心が存在するのか」という程度の信用を持っており、比較的に普通に接している。彼への呼び名は「桐くん」。なんでも屋もしている。
真道は御堂のことが好きだと勘違いをしており、その事で両者の怒りを買っている。
御堂 華音（みどう かのん）
『少女エース』で少女漫画「恋色プリズム」を執筆している女性漫画家。レジデンシティビル南練馬の住人。御堂華音はペンネームで本名は不明。
ベテラン作家だがダメ人間で、桐に「端から端まで最低」「いっそすがすがしい程の下衆」等と評されている。桐には自身の漫画を見せるまで、鬼畜エロ漫画を描いていると思われていた。猫好きで酒に弱い。漫画に対する観察力は意外と高い。
部屋は相当汚い（散らかっている）らしく、本人曰く「床にたまった物よけながらジャミロクワイのPVみたいな動きで生活している」とのこと。
いい意味でも悪い意味でも飾らない性格をしており、鳥羽トーマや乃木坂にその性格を好意的に解釈されている。
桐との関係は、従兄弟と彼の同僚であるイケメン美術教師の関係に近く、彼がポジティブな言動をとると難癖を付けるが、困ったことがあると彼を巻き込む。彼への呼び名は「桐青年」。隣人として自分から行動を共にすることが多いが、夫婦と間違われると互いに全力で嫌がる。
恋愛に関してかなり頭の悪い願望を持っている。たとえどんなに金持ちでも自分より売れている漫画家とは恋人同士になりたくないらしく、ある意味で漫画家としてのプライドが非常に強いとも言える。
前作『まかまか』の主人公である速見敦志は従兄弟である。従兄弟と違って年下の女性相手に暴力は振るっていない。
有栖川（ありすがわ）
『少女エース』の最古参編集。通信先の上司からは「アリス」と呼ばれている。御堂の担当。小柄な女性でゴスロリを身に纏っている。
年齢は不明。「おばちゃん」等は禁句。
敏腕で本人曰く「御堂ごときのダダこねなど、基本私の悩みの1％にも満たない」。今までに担当していた作家のジャンル技すべてをラーニング出来、作家のネームから全てを読み取る能力を持っている。

### レジデンシティビル南練馬の住人
鳥羽 トウマ（とば トウマ）
レジデンシティビル南練馬に引っ越して来た男性漫画家。部屋は405号室。本名は「羽鳥冬馬」。少年マンガ業界で不動の人気を誇る若手作家（桐談「スポーツ物・冒険物描くもの全て大ヒット」）。
心が広く裏表の無い優しさの持ち主。
桐曰く「乃木坂さんに似てる」。また乃木坂成美（後述）のファン。桐に恋のライバルと認識されて警戒されていると同時にその性格に好意も抱かれている。　
『少年ジャンジャン』という雑誌で『プリンスドラゴン忍伝』という作品を連載している。様々なジャンルの漫画を読んでおり、桐のデビュー作や乃木坂の単行本未収録作品『銀色砂糖菓子』等も読んでいる。

### 『少女エース』の関係者
編集長
音声とシルエットのみ登場。『鴨川書店』の編集長。
乃木坂 成美（のぎさか なるみ）
『少女エース』の看板作家である若手美少女漫画家。すらりとした体型の少女漫画のヒロインのような美人。御堂談「売れっ子で外見も良くて若くて性格もいい」女性。御堂よりも若いが、編集部に一発屋扱いされている彼女と違って幾つもヒット作を出している漫画家である。レジデンシティビル南練馬に取材しに来た。2回目の登場回で桐に恋心を抱かれる。
上記のように美人で真面目で優しい性格の上に料理も上手いという非の打ち所の無い女性だが、自分に嫉妬する御堂や自分をちやほやする編集者達の奇行に動じないなど、かなり天然な性格。地方のマイナーなゆるキャラが好きで詳しい。本人曰く「恋をすると、漫画も良い物を描けるタイプ」であり、ある俳優の大ファンだった時に連載していた作品で鴨川漫画賞を受賞したことがある。
真道 帝（しんどう みかど）
『別冊少女エース』の編集。編集部内では、新人作家の面倒をだいたい彼が見ることになっている。デビュー作からの桐秋生のコアなファンで、彼の作風の変更を許せない人物（桐曰く「めんどくさいタイプの読者」）で、真道の暴走を見た御堂は真顔で引いていた。再登場時には、現実世界の自分を傷つける声が耳に入りそうになると光の速さで自らの五感を閉ざす方法を身につけた。机にフィギュアを飾っている。
容姿は中性的な顔立ち。黒髪ロングストレートの美少女(処女)が好みであり、その言動から佐倉に御堂が好きなのではという誤解を受けている。
作中で同じ桐のファンで真道と性格が似ている女性(極度のハーレム嫌い)が登場したが、互いに相手の性格に対する嫌悪感しか述べなかった。
田中編集（たなかへんしゅう）
『少女エース』の男性編集者。夢ノ国ぽえ夢 & シネ魔・恋愛脳 女子力子・服部の原稿回収の際、有栖川に同行した。
山田編集（やまだへんしゅう）
『少女エース』の新人編集。若きフレッシュイケメンだった男性。『少女エース』の作家、豪炎寺桜子の原稿を取りに行って若さを吸い取られ、それでも原稿を持ち帰ったと思われたが1P目より下はウラの白いチラシの束（その1P目も未完成）で、「原稿を受け取った時点で『中身の点検』を怠る」というもっともやってはいけない痛恨のミスをしたことで、編集長穴に吸い込まれた。
右生&左生（うにゅう&さにゅう）
『少女エース』の2人組の編集。両者共に筋肉質の体に覆面、海パン一丁の男性。乃木坂 成美の担当。
御堂を一発屋扱いして、彼女に対して横柄な態度で接している。2回目の登場回では月刊少女A関係者恋愛禁止令（後述）を破り、担当作家の乃木坂 成美に恋心を抱いたとして、2人とも有栖川に矢で射られた。桐を乃木坂に付く「悪い虫」として強い警戒心を持っている。
篠原編集（しのはらへんしゅう）
『少女エース』の編集。男性。第三形態まで解放してしまったが原稿の回収に成功したとのこと。
長期連載を控えた桐に取材され、彼に対して「少女漫画は夢と現実のバランスが大事」とアドバイスした。
『少女エース』の問題作家達
豪炎寺桜子（ごうえんじ さくらこ）
名前のみ登場。原稿を取りに来た山田（前述）の若さを吸い取った。
夢ノ国ぽえ夢 & シネ魔（ゆめのくに-）
姉妹の漫画家。有栖川から何度も少女漫画誌と注意されていた。男女のラブストーリーとして切られたネームを完成原稿でBLマンガに変えようとしたが、原稿の回収に来た田中により仕上げ前に発覚、同行していた有栖川から制裁を受け描き直しを命じられた。
恋愛脳 女子力子（れんあいのう じょしりょくこ）
リアル反映系作家。中堅どころ。右生&左生によれば、月刊少女A関係者恋愛禁止令を破り彼氏がいたことが発覚、彼氏の大事な所を有栖川に引き抜かれ、後に百合カップル化し社内の端と端に幽閉されている模様。
服部（はっとり）
女性作家。
大御所田 出しおし美（おおごしょだ だしおしみ）
自分を未だに、もぎたてフレッシュ若手漫画家と思っている女性作家。古参扱いはタブー。タブーに触れた者は何処からとも無く発射されるレーザーの様な光線で肉体を消される。
出来上がるまでネームさえ見せず、送り込まれた5人の編集に連載用ではないダミーの読み切りをつかませた。
篠原と真道の会話によると、3段階の変身能力（真道曰く「第三形態は飛行タイプ」）を持っている。
バイト達
有栖川が大御所田（前述）の原稿を回収する際に、原稿回収の仕事を見せるために同行させた4人の男性。有栖川からは（減ることを前提で）残機扱いされている。
バイトA
有栖川の指示でインターホンでのやり取りをしたが、この時に大御所田の家のばあやの声を大御所田本人の声と間違えたことから、レーザーの様な光線で魂だけの存在にされてしまい、有栖川に応急処置として（真道の机にいつも置いてある）萌え系ドールの中に封じられた。
バイトB
口を滑らせかけるも耐え切り、バイト達の中で唯一、人としての姿を保った状態で有栖川と共に原稿回収を完了した。
バイトC
有栖川の制止を振り切り、禁句を口にしたことでバイトAと同様にレーザーの様な光線で魂だけの存在にされ、その後はドールの中に封じられた。
バイトD
原稿回収の際、編集魔人第二形態の力を得た。

### その他
竹内 栗夢（たけうち くりむ）
御堂のアシスタント。可愛い上に性格も良い女性。御堂の本性に気付いていない。アシスタントを始めて7分の超新人（素人）。後にツッコミが鋭くなった。
松本 芭弐良（まつもと ばにら）
御堂のアシスタント。可愛い上に性格も良い女性。おまけに巨乳。御堂の本性に気付いていない。栗夢とは異なり、こちらはベテランアシスタント。
栗夢と同様、後にツッコミが鋭くなった。
内藤　ツカサ(ないとう)
桐の作品である「春風☆ライムソーダフロート」を実写映画化させた女監督。学生の頃から桐のファンである。作中で唯一御堂が蹴りツッコミをした女性でもある。少女漫画が好きだが、自分自身の恋愛に対するコンプレックスから少女漫画を逆恨みし、表向きには嫌っている風に振る舞っている。少女漫画家が素晴らしい恋愛をしていると思い込んでいる。
真道や御堂達の説得で自分を偽るのを辞め、その場に現れた駆け出しのイケメン俳優に告白されて一緒に人生を歩む事を決意する。

## 用語解説
レジデンシティビル南練馬
常識を超えた増改築を繰り返した結果ちょっとした街ほどの規模になり、その中で現代警察や大家が介入することすらできないスラム街も形成されている。桐に「九龍城」と形容された。
恋色プリズム
御堂が描いている少女漫画（桐曰く「胸キュンリリカル漫画」）。既にアニメ化しており、映画も決まっている。迷走している。
キャッチコピーは『「好き」と、「嫌い」と、「愛してる」と、すべてあげよう恋をするなら』。
近衛奈々乃（このえ ななの）
「恋色プリズム」のヒロイン。「少女漫画という概念」と一体化し、自らの肉体を捨てた。
相沢愛(あいざわ　あい)
「恋色プリズム」の女性人気No.1で生徒会長。

こもれび荘ハピデイズ
乃木坂が描いている少女漫画。主人公のモデルは御堂だが、（御堂モデルの）キャラクターがあまりにも天使だったため、御堂は拒絶反応で寝込んだ。
緑川華乃（みどりかわ かの）
「こもれび荘ハピデイズ」のヒロイン。素直で純粋な性格の心優しい女の子。そのピュアさで沢山の人々を助け、癒し、救っている。
乃木坂が単行本のトークで「モデルは御堂先生」と言ってしまったため、御堂に夢見る被害者が続出している。
鴨川書店
『少女エース』編集部は反重力エレベーターで120階まで上がったつき当たりにある。
月刊少女A関係者恋愛禁止令
『少女エース』に関わる者は社内・作家間にかかわらず恋愛を禁止するというもの（右生&左生曰く「鉄の掟」）。
　恋愛中でも結果を出せば、特例で認められることがある。
ねじまきランチタイム
桐のデビュー作。名称のみ登場。
春風☆ライムソーダフロート
桐が『少女エース』に初めて描いた読み切り作品。桐のファンである女監督『内藤ツカサ』によって実写映画化された。
俺様☆エンジェル
前述の『春風☆ライムソーダフロート』が実写映画化された作品だが、内藤によって多数のアレンジをされた為に、世間に対して原作者が桐であるということが伝わらず、ヒロイン役が茶髪ギャルだったため真道が荒れ狂い、御堂が桐に八つ当たりをしていた。
黒髪ロング娘
桐秋生の描くヒロインは大体このキャラクター。ちょっとタイプの違うキャラを描こうとすると、本気で泣くタイプのファンが、多数ついているため、もう後戻りは出来ない。

## 単行本
- 美川べるの『レジデン都市505』角川書店〈角川コミックス・エース・エクストラ〉、全3巻
  1. 2012年12月4日発行 ISBN 978-4-04-120506-8
  2. 2013年6月26日発行 ISBN 978-4-04-120809-0
  3. 2014年3月4日発行 ISBN 978-4-04-121025-3